# Wrexham

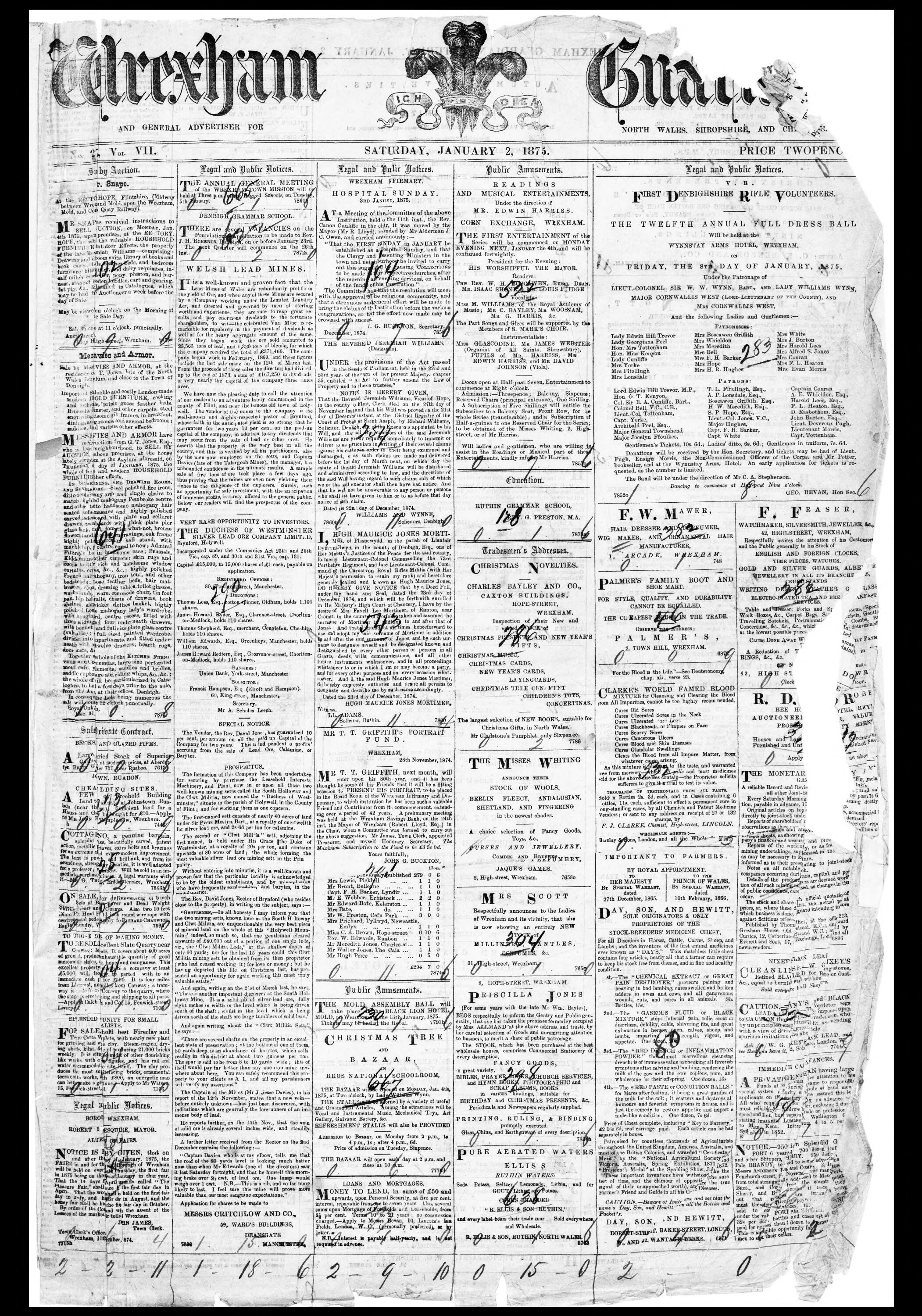
Página inicial da primeira cópia sobrevivente do jornal Welsh Wrexham Guardian; 2 de janeiro de 1875

Wrexham (/ˈrɛksəm/ em galês:  Wrecsam) é a maior cidade do norte de País de Gales e um centro administrativo, comercial, varejista e educacional. Wrexham está situado entre as montanhas galesas e o menor Dee Valley  junto da fronteira inglesa com o condado de Cheshire. Historicamente parte do Denbighshire, a vila tornou-se parte de Clwyd no ano de 1974 e desde 1996 foi o centro de Wrexham County Borough.
No Censo de 2011, Wrexham tinha uma população de 61.603, a quarta maior área urbana no País de Gales.

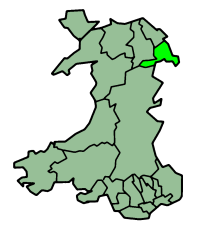
Localização de Wrexham no País de Gales

## Monumentos
- Igreja de São Giles (Anglicana)
- Catedral da Nossa Senhora das Dores de Wrexham (Católica)